# Nazionale maschile under 19 di pallacanestro del Canada
La nazionale di pallacanestro canadese Under 19 è una selezione giovanile della nazionale canadese di pallacanestro.

## Storia
Nel 2017 diventa per la prima volta campione del mondo.